# Janek Roos
Janek Roos (* 6. November 1974) ist ein dänischer Badmintonspieler. 

## Karriere
Janek Roos gewann in Dänemark mehrere nationale Nachwuchstitel und 1993 die Junioreneuropameisterschaft, ehe er 1995 mit Siegen bei den Austrian, Malmö und Czech International bei den Erwachsenen auf sich aufmerksam machte. 1997 siegte er bei den Strasbourg International, 2000 bei den Portugal International und den Austrian International.

## Sportliche Erfolge
| Saison    | Veranstaltung                                    | Disziplin    | Platz | Name                                            |
| --------- | ------------------------------------------------ | ------------ | ----- | ----------------------------------------------- |
| 1988/1989 | Dänemark: Einzelmeisterschaften der Junioren U15 | Herrendoppel | 1     | Janek Roos, Ringsted / Jim Laugesen, Grantoften |
| 1989/1990 | Dänemark: Einzelmeisterschaften der Junioren U17 | Herrendoppel | 1     | Janek Roos, Ringsted / Jim Laugesen, Grantoften |
| 1990/1991 | Dänemark: Einzelmeisterschaften der Junioren U17 | Herrendoppel | 1     | Janek Roos, Ringsted / Jim Laugesen, Gentofte   |
| 1990/1991 | Dänemark: Einzelmeisterschaften der Junioren U17 | Mixed        | 1     | Janek Roos, Ringsted / Rikke Olsen, Karlslunde  |
| 1991/1992 | Dänemark: Einzelmeisterschaften der Junioren U19 | Herrendoppel | 1     | Jim Laugesen, Gentofte / Janek Roos, Ringsted   |
| 1992/1993 | Dänemark: Einzelmeisterschaften der Junioren U19 | Herrendoppel | 1     | Jim Laugesen, Gentofte / Janek Roos, Ringsted   |
| 1993      | Junioren-Europameisterschaft                     | Herrendoppel | 1     | Jim Laugesen / Janek Roos                       |
| 1993      | Dutch Juniors                                    | Herrendoppel | 1     | Jim Laugesen / Janek Roos                       |
| 1993      | Dutch Juniors                                    | Mixed        | 1     | Janek Roos / Rikke Olsen                        |
| 1995      | Austrian International                           | Herrendoppel | 1     | Janek Roos / Allan Borch                        |
| 1995      | Czech International                              | Herrendoppel | 1     | Thomas Stavngaard / Janek Roos                  |
| 1995      | Czech International                              | Mixed        | 1     | Janek Roos / Pernille Harder                    |
| 1995      | Malmö International                              | Herrendoppel | 1     | Janek Roos / Thomas Stavngaard                  |
| 1997      | Strasbourg International                         | Mixed        | 1     | Janek Roos / Rikke Broen                        |
| 1997      | BMW Open                                         | Herrendoppel | 1     | Martin Lundgaard Hansen / Janek Roos            |
| 1997      | BMW Open                                         | Mixed        | 1     | Janek Roos / Ann-Lou Jørgensen                  |
| 1998      | Swiss Open                                       | Mixed        | 3     | Janek Roos / Helene Kirkegaard                  |
| 1998      | Indonesia Open                                   | Mixed        | 5     | Janek Roos / Helene Kirkegaard                  |
| 1999      | German Open                                      | Mixed        | 2     | Janek Roos / Marlene Thomsen                    |
| 1999      | Weltmeisterschaft                                | Mixed        | 9     | Janek Roos / Helene Kirkegaard                  |
| 1999      | Thailand Open                                    | Mixed        | 5     | Janek Roos / Helene Kirkegaard                  |
| 1999      | Taiwan Open                                      | Mixed        | 5     | Janek Roos / Helene Kirkegaard                  |
| 2000      | Austrian International                           | Herrendoppel | 1     | Joachim Fischer Nielsen / Janek Roos            |
| 2000      | Portugal International                           | Herrendoppel | 1     | Janek Roos / Joachim Nielsen                    |